# Interstate 66
Pour les articles homonymes, voir I66 et Route 66 (homonymie).
L'Interstate 66 (I-66) est une autoroute inter-États d'ouest en est dans l'est des États-Unis. Elle parcourt 122,92 km (76,38 mi) entre l'I-81 près de Middletown, Virginie, jusqu'à la US 29 à Washington, D.C. La majeure partie de la route longe soit la US 29 ou la SR 55.

## Description du tracé
|       | mi   | km     |
| ----- | ---- | ------ |
| VA    | 74,8 | 120,54 |
| DC    | 1,6  | 2,57   |
| Total | 76,4 | 123,11 |

### Virginie

#### Interstate 81 à Dunn Loring

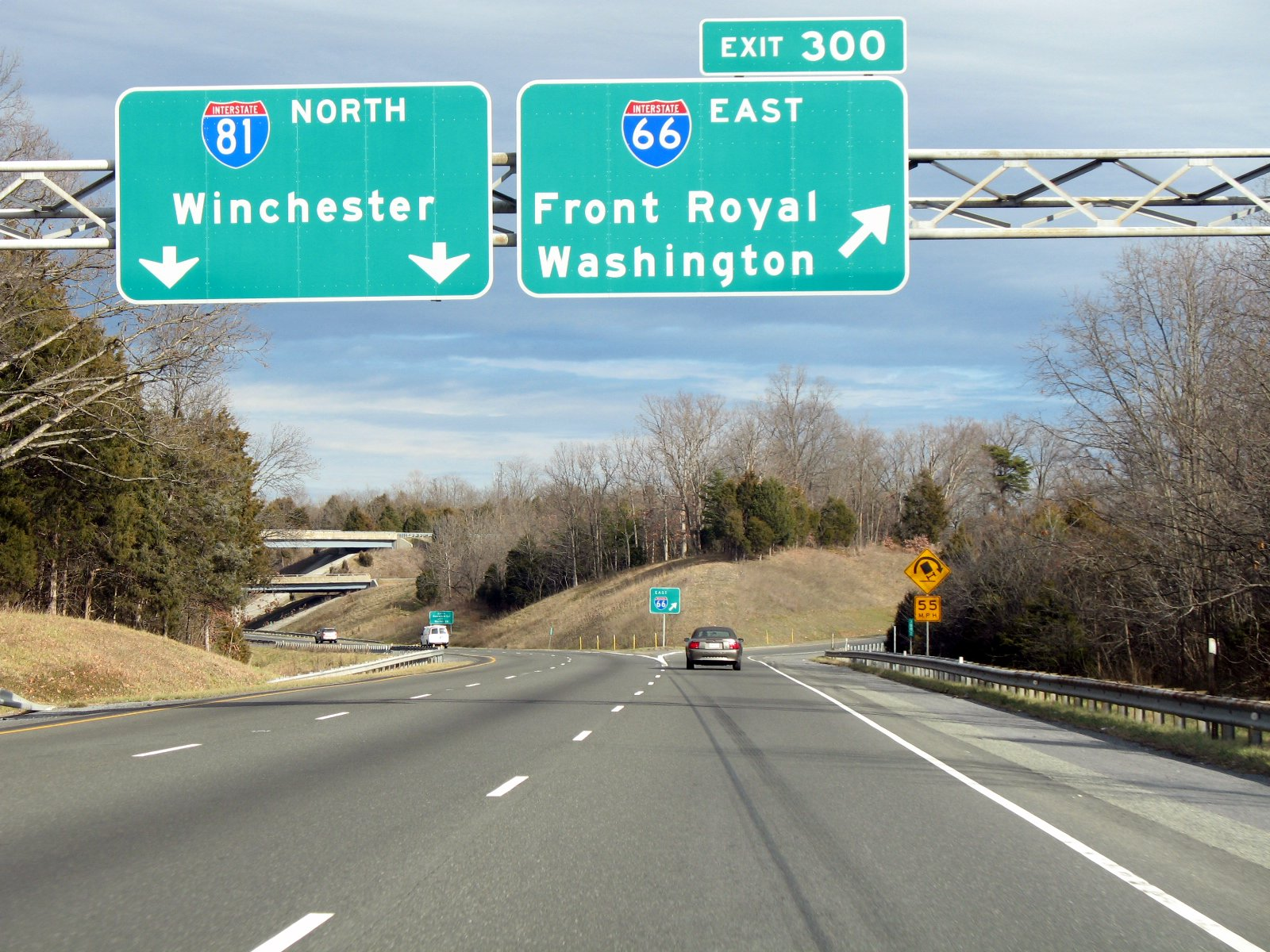
Terminus ouest de l'I-66

L'I-66 débute à un échangeur avec l'I-81 près de Middletown, Virginie. Elle se dirige vers l'est comme autoroute à quatre voies. Elle croise la US 522 / US 340. L'I-66 continue à l'est et longe la SR 55. Plus loin, elle croise la US 17 et forme un multiplex. Un peu à l'est, la SR 55 se joindra au multiplex. Celui-ci se termine près de Marshall, lorsque la SR 55 quitte, suivie par la US 17 à la sortie suivante.
L'I-66 entre dans les villes de Haymarket et Gainesville et compte huit voies. Elle croise la US 15 et la US 29. L'autoroute passe ensuite au sud du Manassas National Battlefield Park et au nord du Bull Run Regional Park. L'autoroute passe ensuite au nord de Centreville.
L'autoroute entre ensuite dans les banlieues de Washington D.C. Les lignes Orange et Argent du métro de Washington parcourent la portion centrale de l'autoroute. L'I-66 rencontre ensuite l'I-495 (Capital Beltway), l'autoroute de ceinture de Washington D.C.

#### Dunn Loring au Pont Theodore Roosevelt
La section de l'I-66 à l'est de l'I-495 est nommée la Custis Memorial Parkway, une route à péage dont les tarifs varient selon le moment de la journée. L'autoroute traverse les banlieues de Washington D.C. en se rapprochant de la capitale. Elle a de nombreux accès à la ville d'Arlington ainsi qu'au Pentagone.

### District de Columbia
À Washington, D.C., l'autoroute tourne rapidement vers le nord. L'autoroute rencontre quelques voies de la capitale avant de se terminer à la jonction avec la Whitehurst Freeway (US 29) et L Street. La section de l'I-66 à Washington D.C. est nommée la Potomac River Freeway.

## Liste des sorties

### Virginie
| Interstate 66                                                             |                                          |       |        |                                                                 |                                                                                        |                                                                                                  |
| Comté                                                                     | Municipalité                             | mi    | km     | Sortie                                                          | Intersections / Destinations                                                           | Notes                                                                                            |
| Frederick                                                                 |                                          | 0,00  | 0,00   | 1                                                               | I-81 – Roanoke, Winchester                                                             | Indiqué sortie 1A (sud) et 1B (nord); sortie 300 de l'I-81                                       |
| Warren                                                                    | Front Royal                              | 6,40  | 10,30  | 6                                                               | US 340 / US 522 – Winchester, Front Royal                                              |                                                                                                  |
| Warren                                                                    |                                          | 12,90 | 20,80  | 13                                                              | SR 79 (en) vers SR 55 (en) – Linden, Front Royal                                       |                                                                                                  |
| Fauquier                                                                  | Markham                                  | 18,50 | 29,80  | 18                                                              | SR 688 – Markham                                                                       |                                                                                                  |
| Fauquier                                                                  | Delaplane                                | 23,30 | 37,50  | 23                                                              | US 17 nord / SR 55 (en) ouest / SR 731 – Delaplane, Paris                              | Terminus ouest du multiplex avec US 17 / SR 55                                                   |
| Fauquier                                                                  |                                          | 27,00 | 43,50  | 27                                                              | SR 55 (en) est / SR 647 – Marshall                                                     | Terminus est du multiplex avec SR 55                                                             |
| Fauquier                                                                  |                                          | 28,30 | 45,50  | 28                                                              | US 17 sud / US 17 Bus. nord – Marshall, Warrenton, Fredericksburg                      | Terminus est du multiplex avec US 17                                                             |
| Fauquier                                                                  |                                          | 31,30 | 50,40  | 31                                                              | SR 245 (en) – The Plains, Old Tavern                                                   |                                                                                                  |
| Prince William                                                            | Haymarket                                | 40,50 | 65,20  | 40                                                              | US 15 – Haymarket, Leesburg                                                            |                                                                                                  |
| Prince William                                                            | Gainesville                              | 43,10 | 69,40  | 43                                                              | US 29 – Gainesville, Warrenton                                                         | Indiqué sortie 43A (sud) et 43B (nord)                                                           |
| Prince William                                                            |                                          | 44,50 | 71,60  | 44                                                              | SR 234 (en) sud (Prince William Parkway) – Manassas, Dumfries                          | Terminus ouest du multiplex avec SR 234                                                          |
| Prince William                                                            |                                          | 47,30 | 76,10  | 47                                                              | SR 234 (en) nord / SR 234 Bus. (en) sud – Manassas, Manassas National Battlefield Park | Terminus est du multiplex avec SR 234; indiqué sortie 47A (sud) et 47B (nord) en direction ouest |
| Prince William                                                            |                                          | 48,80 | 78,50  | Aire de repos                                                   | Aire de repos                                                                          | Aire de repos                                                                                    |
| Fairfax                                                                   | Centreville                              | 52,10 | 83,80  | 52                                                              | US 29 vers SR 28 (en) sud – Centreville                                                |                                                                                                  |
| Fairfax                                                                   | Limite Centreville–Chantilly             | 53,20 | 85,60  | 53B                                                             | SR 28 (en) nord – Aéroport Dulles                                                      | Indiqué sortie 53 en direction est; pas d'entrée en direction ouest                              |
| Fairfax                                                                   | Limite Centreville–Chantilly             | 53,20 | 85,60  | 53A                                                             | SR 28 (en) sud – Centreville                                                           | Sortie direction ouest, entrée direction est                                                     |
| Fairfax                                                                   | Fair Lakes                               | 54,90 | 88,40  | —                                                               | Stringfellow Road                                                                      | Sortie direction ouest ou entrée direction est via les voies HOV réversivles                     |
| Fairfax                                                                   | Fair Lakes                               | 55,90 | 90,00  | 55                                                              | SR 286 (en) (Fairfax County Parkway) – Springfield, Reston, Herndon                    | Indiqué sortie 55A (sud) et 55B (nord)                                                           |
| Fairfax                                                                   | Fair Oaks                                | 57,10 | 91,90  | —                                                               | Monument Drive                                                                         | Sortie direction ouest, entrée direction est pour les voies HOV                                  |
| Fairfax                                                                   | Fair Oaks                                | 58,10 | 93,50  | 57                                                              | US 50 – Fair Oaks, Winchester, Fairfax                                                 | Indiqué sortie 57A (est) et 57B (ouest)                                                          |
| Fairfax                                                                   | Oakton                                   | 60,10 | 96,70  | 60                                                              | SR 123 (en) – Fairfax, Vienna                                                          |                                                                                                  |
| Fairfax                                                                   | Oakton                                   | 61,60 | 99,10  | 62                                                              | Station Vienna                                                                         |                                                                                                  |
| Fairfax                                                                   | Limite Oakton–Merrifield                 | 62,50 | 100,60 | 62                                                              | SR 243 (en) (Nutley Street) – Vienna, Fairfax,                                         |                                                                                                  |
| Fairfax                                                                   | Tripoint Dunn Loring–Merrifield–Idylwood | 65,10 | 104,80 | 64A                                                             | I-495 sud – Richmond, Alexandria                                                       | Indiqué sortie 64 en direction ouest; sortie 49 de l'I-495                                       |
| Fairfax                                                                   | Tripoint Dunn Loring–Merrifield–Idylwood | 65,10 | 104,80 | 64B                                                             | I-495 nord – Tysons Corner, Baltimore                                                  | Sortie direction est, entrée direction ouest; sortie 49 de l'I-495                               |
| Fairfax                                                                   | Tripoint Dunn Loring–Merrifield–Idylwood | 65,10 | 104,80 | —                                                               | I-495 Express – Richmond, Baltimore                                                    | Sortie direction est, entrée direction ouest                                                     |
| Fairfax                                                                   | Idylwood                                 |       |        | Péage (Véhicules sans passagers; direction de pointe seulement) | Péage (Véhicules sans passagers; direction de pointe seulement)                        | Péage (Véhicules sans passagers; direction de pointe seulement)                                  |
| Fairfax                                                                   | Limite Pimmit Hills–Idylwood             | 66,00 | 106,20 | 66                                                              | SR 7 (en) (Leesburg Pike) – Tysons Corner, Falls Church                                | Indiqué sortie 66A (est) et 66B (ouest) en direction ouest                                       |
| Fairfax                                                                   | Limite Pimmit Hills–Idylwood             | 66,60 | 107,20 | 67                                                              | SR 267 (en) vers I-495 nord – Aéroport Dulles, Baltimore                               | Sortie direction ouest, entrée direction est                                                     |
| Fairfax                                                                   | Westhampton                              |       |        | Péage (Véhicules sans passagers; direction de pointe seulement) | Péage (Véhicules sans passagers; direction de pointe seulement)                        | Péage (Véhicules sans passagers; direction de pointe seulement)                                  |
| Arlington                                                                 | East Church Falls                        | 67,80 | 109,10 | 68                                                              | Westmoreland Street                                                                    | Sortie direction est seulement                                                                   |
| Arlington                                                                 | East Church Falls                        | 68,40 | 110,10 | 69                                                              | US 29 / SR 237 (en) (Washington Boulevard / Lee Highway)                               | Sortie direction est, entrée direction ouest                                                     |
| Arlington                                                                 | East Church Falls                        |       |        | 69                                                              | Sycamore Street – Falls Church                                                         | Sortie direction ouest, entrée direction est                                                     |
| Arlington                                                                 | Bluemont                                 |       |        | Péage (Véhicules sans passagers; direction de pointe seulement) | Péage (Véhicules sans passagers; direction de pointe seulement)                        | Péage (Véhicules sans passagers; direction de pointe seulement)                                  |
| Arlington                                                                 | Ballston                                 | 70,50 | 113,50 | 71                                                              | SR 120 (en) (Glebe Road) / SR 237 (en) (Fairfax Drive)                                 |                                                                                                  |
| Arlington                                                                 | Cherrydale                               |       |        | Péage (Véhicules sans passagers; direction de pointe seulement) | Péage (Véhicules sans passagers; direction de pointe seulement)                        | Péage (Véhicules sans passagers; direction de pointe seulement)                                  |
| Arlington                                                                 | Maywood                                  | 72,10 | 116,00 | 72                                                              | US 29 (Lee Highway) / Spout Run Parkway                                                | Sortie direction est, entrée direction ouest                                                     |
| Arlington                                                                 | Rosslyn                                  | 73,10 | 117,60 | 73                                                              | US 29 (Lee Highway) – Rosslyn, Key Bridge                                              |                                                                                                  |
| Arlington                                                                 | Rosslyn                                  | 74,20 | 119,40 | 75                                                              | SR 110 (en) sud – Pentagone, Alexandria                                                | Sortie direction est, entrée direction ouest                                                     |
| Fleuve Potomac                                                            | Fleuve Potomac                           | 74,80 | 120,40 | Pont Thoedore Roosevelt                                         | Pont Thoedore Roosevelt                                                                | Pont Thoedore Roosevelt                                                                          |
| - Terminus de multiplex - Péage - Accès incomplet - Accès réservé aux HOV |                                          |       |        |                                                                 |                                                                                        |                                                                                                  |

### Washington D.C.
| Interstate 66                             |                |      |      |                         |                                                                    |                                                                                      |
| Comté                                     | Municipalité   | mi   | km   | Sortie                  | Intersections / Destinations                                       | Notes                                                                                |
| Fleuve Potomac                            | Fleuve Potomac | 0,00 | 0,00 | Pont Thoedore Roosevelt | Pont Thoedore Roosevelt                                            | Pont Thoedore Roosevelt                                                              |
| District de Columbia                      | Washington     | 0,10 | 0,16 | —                       | US 50 ouest (Arlington Boulevard) / George Washington Parkway nord | Terminus ouest du multiplex avec US 50; sortie direction ouest, entrée direction est |
| District de Columbia                      | Washington     | 0,50 | 0,80 | —                       | Independence Avenue                                                | Sortie direction est seulement                                                       |
| District de Columbia                      | Washington     | 0,50 | 0,80 | —                       | US 50 est (Constitution Avenue)                                    | Terminus est du multiplex avec US 50; sortie direction est, entrée direction ouest   |
| District de Columbia                      | Washington     | 0,70 | 1,10 | —                       | E Street Expressway est                                            |                                                                                      |
| District de Columbia                      | Washington     | 0,80 | 1,30 | —                       | Kennedy Center                                                     | Entrée direction ouest seulement                                                     |
| District de Columbia                      | Washington     | 0,90 | 1,40 | —                       | Independence Avenue / Maine Avenue                                 | Sortie direction ouest, entrée direction est                                         |
| District de Columbia                      | Washington     | 1,20 | 1,90 | —                       | Rock Creek Parkway                                                 | Sortie direction est, entrée direction ouest                                         |
| District de Columbia                      | Washington     | 1,40 | 2,30 | —                       | Pennsylvania Avenue                                                | Sortie direction est seulement                                                       |
| District de Columbia                      | Washington     | 1,60 | 2,60 | —                       | Whitehurst Freeway vers Canal Road                                 |                                                                                      |
| - Terminus de multiplex - Accès incomplet |                |      |      |                         |                                                                    |                                                                                      |